# Bezirksgericht Freising
Das Bezirksgericht Freising war ein Bezirksgericht im Königreich Bayern, das von 1862 bis 1879 existierte. Es hatte seinen Sitz in Freising.

## Geschichte
Mit Gesetz vom 1. Juli 1856 wurde das Justizwesen in Bayern neu geordnet. Die bisherigen Kreis- und Stadtgerichte wurden aufgehoben und 32 neue Bezirksgerichte traten an ihre Stelle. Sie waren für die Städte, in denen sie ihren Sitz hatten, sowie für die in ihrem Sprengel befindlichen Standesherren Gerichte erster Instanz. Für alle anderen Angelegenheiten waren sie Gerichte der zweiten Instanz in Kriminal- und Zivilrechtssachen. 
Für Freising war zunächst das Bezirksgericht München links der Isar zuständig. Als Pläne bekannt wurden, dass das Appellationsgericht Freising im Zuge der Justiz- und Verwaltungsreform 1862 in die bayerische Landeshauptstadt München zurückkehren sollte, wurde als Kompensation zum 1. Juli 1862 das Bezirksgericht Freising errichtet. Es umfasste die Sprengel des Stadt- und Landgerichts Freising und der Landgerichte Dorfen, Erding, Geisenfeld, Moosburg und Pfaffenhofen.
Mit dem Inkrafttreten des deutschen Gerichtsverfassungsgesetzes wurde 1879 das Bezirksgericht Freising wie alle anderen bayerischen Bezirksgerichte aufgelöst. Die aus seinen Landgerichten ä. O. formierten Amtsgerichte Dorfen, Erding und Freising kamen zum Landgericht München II, das Amtsgericht Moosburg zum Landgericht Landshut, die Amtsgerichte Geisenfeld und Pfaffenhofen an der Ilm dem Landgericht Neuburg an der Donau.